# Hamlet (pel·lícula de 1969)
Hamlet és una pel·lícula britànica de 1969 dirigida per Tony Richardson, basada en l'obra de teatre de William Shakespeare i interpretada per Nicol Williamson, Anthony Hopkins, Judy Parfitt i Marianne Faithfull en els papers principals.
Va ser filmada amb escassos mitjans, cosa que es manifesta en els plànols tancats i en els decorats minimalistes. La pel·lícula posa més èmfasi en els aspectes sexuals de la història, i arriba al punt d'incloure una relació incestuosa entre Laertes i Ofèlia.

## Argument
Helsingør, a la Dinamarca medieval. El jove príncep Hamlet, enamorat d'Ofèlia, ha de venjar la mort del seu pare, assassinat pel seu propi germà Claudi, qui li va robar el tron i es va casar amb la seva vídua (la reina Gertrudis). Per a aconseguir-ho, Hamlet es farà passar per boig i recrearà els fets en una obra teatral que representarà una companyia de comediants errants.

## Repartiment
- Nicol Williamson: Hamlet
- Judy Parfitt: Gertrude
- Anthony Hopkins: Claudius
- Marianne Faithfull: Ophelia
- Mark Dignam: Polonius
- Michael Pennington: Laertes
- Gordon Jackson: Horatio
- Ben Aris: Rosencrantz
- Clive Graham: Guildenstern
- Peter Gale: Osric
- Roger Livesey: Lucianus / enterrador
- John J. Carney: actor que fa de rei
- Richard Everett: actor que fa de reina
- Anjelica Huston: donzella de la Cort